# Будаївський цвинтар
Буда́ївський цвинтар на вулиці Зеленій — одне з найстаріших цвинтарів у місті Боярка Києво-Святошинського району Київської області.

## Дореволюційні часи
```
У дореволюційні часи кладовище було огороджене, мало двоє воріт і вишукані кам'яні надгробки з кутими огорожами. На цвинтарі спочивають декілька поколінь древнього будаївського роду Лупичів.
```

## Період Визвольної війни 1917–1921 рр
На цвинтарі поховано шістьох воїнів Армії УНР. П'ятьох поховали у листопаді-грудні 1918 року. Ще одного поклали в землю у 1919. Завдяки православним священикам, які здійснили таїнство погребіння загиблих вояків, історикам вдалось віднайти імена та приблизні місця поховань сотника, бунчужного та чотирьох козаків. Панотці не лише зробили відповідні записи до метричних книг, але й ретельно занотували важливу інформацію: військові ранги, походження, дати народження, обставини смерті, час та місце погребіння тощо.
Перші чотири поховання здійснив священик Іоан Федорович Славінський, якому прислужив псаломщик Андрій Іванович Наумович. Отець Іоан зазначив:
Бандура Панкратій — бунчужний 1-ї сотні 1-го Окремого загону Січових Стрільців. Розстріляний у листопаді 1918 року.
Любченко Іван — стрілець 1-ї сотні 1-го Окремого загону Січових Стрільців. Розстріляний у листопаді 1918 року.
Бабич Пимен — стрілець Скорострільної сотні Січових Стрільців. Розстріляний у листопаді 1918 року.
Данильченко Федір — прибув від Сердюків. Розстріляний у листопаді 1918 року.
Всі четверо були поховані в один день: 14 листопада 1918 року.
За два тижні після того священик Кирило Радзієвський з дияконом Григорієм Гавшичуком поховали сотника Дніпровського полку Армії УНР Карпєкіна Михайла Олексійовича. Позаяк Карпєкін мав ранг сотника, Благодійному фонду «Героїка» вдалось віднайти його біографію серед «листків поляглого». З дбайливо заповненої картки на 22 запитання та короткої біографії відновлено життєвий шлях воїна.
Останнім з українських бійців на будаївському цвинтарі при вулиці Зеленій поховали Михайла Ольшанського — козака Корпусу Січових Стрільців. Уродженець Галичини (1898 р.н.), він загинув 23 січня 1919 року у бою з більшовиками. Тіло козака досить довго пролежало у снігу біля залізниці, допоки покійника не знайшли селяни. Таїнство погребіння здійснив священик Іоан Федоров.

## Радянський період
У 1932 році тут був похований Купріян Лупич — власник будинку у якому відпочивав М. Грушевський. Купріян (Купрій) Лупич до революції 1917 р. мав десь на початку Зеленої вулиці з боку лісу два дерев'яних дачних будинки (один з них був двоповерховим), які щоліта здавав відпочиваючим. Судячи з традицій дачного будівництва, то мали бути обшиті дерев'яною вагонкою і прикрашені різьбленим декором будівлі. Сам Купріян Лупич з родиною мешкав неподалік, на теперішній вулиці Шевченка. З дружиною Мотрею мав численну сім'ю: дев'ятьох синів і двох дочок. То були завзяті, роботящі люди, серед синів переважали теслі та будівельники. Старий Купріян помер бл. 1932 р. у віці 97 років і нащадкам запам'ятався, як «невеликий щуплий дідок».
За радянських часів кладовище було зруйновано: могили рівняли із землею, а пам'ятники руйнували. Надгробки та монументи більшого розміру, які важко було використати у будівництві, скидали до великих ям за межами цвинтаря і засипали землею. Однак кілька могил збереглось навіть до наших днів.

## Відновлення зруйнованих поховань
На підставі архівних відомостей 6 вересня 2011 року виконком Боярської міської ради надав дозвіл на відновлення вояцьких поховань. Майже два роки Благодійний фонд «Героїка» збирав гроші, шукав волонтерів для реалізації проєкту. 4 червня 2013 року були розпочаті роботи з відновлення зруйнованих та впорядкування вцілілих могил. Невеличку ділянку землі обнесли металевою огорожею, за якою було встановлено шість петлюрівських хрестів та кілька рядів цивільних пам'ятників. Активістам вдалось знайти за межами цвинтаря яму, до якої комуністи скидали поруйновані надгробки та монументи. Всі пам'ятники витягли на поверхню, реставрували та дбайливо розставили на цвинтарі.
16 червня 2013 духовенство УПЦ КП, УАПЦ та УГКЦ освятило відновлений цвинтар. Почесну варту несли ліцеїсти-богунівці та клуб військово-історичної реконструкції «Чота пішої розвідки 3-ї Залізної дивізії Армії УНР». Над могилами полеглих тричі пролунала сальва з рушниць. В пам'ять про вояків лунали військові пісні та думи у виконанні Тараса Компаніченка та гурту «Рутенія». Кілька сотень городян прийшли вшанувати українських воїнів та цивільних будаївців, які спочивають на старому цвинтарі. Над могилами героїв, на високій щоглі, було піднято державний прапор.
До роботи з відновлення поховань було залучено понад 100 осіб. Велика кількість місцевих мешканців готували їжу для волонтерів, приймали на нічліг активістів з інших міст, допомагали інструментом та будівельними матеріалами, давали можливість підключитися до мережі електроживлення у своїх помешканнях, підтримували словом і ділом.